# نیمگک
شهر نیمگک (به آلمانی: Niemegk) در ایالت برندنبورگ در کشور آلمان واقع شده‌است.